# 安波沙洲

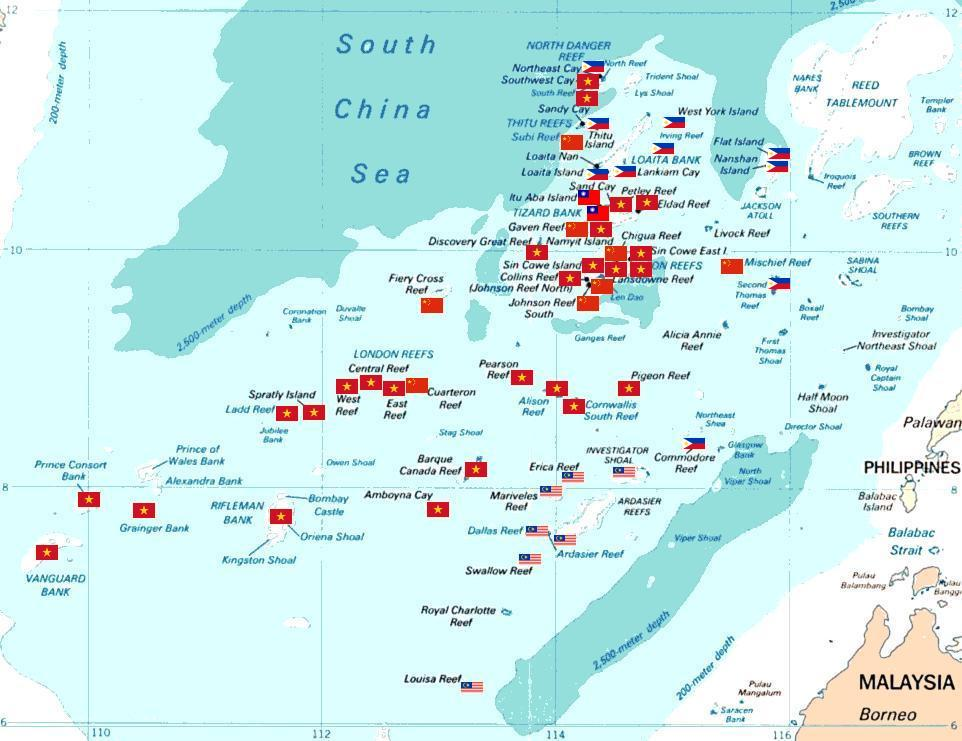
南沙諸島における南シナ海周辺諸国の実効支配状況

安波沙洲（英語：Amboyna Cay、ベトナム語：ベトナム語：Đảo An Bang / 島安邦、中国語：安波沙洲）は、南沙諸島の島である。旧称丸島。地形は円形のサンゴ砂及び礁でできている。面積は15,840平方メートル。ベトナム名は「アンバン島」。
ベトナムは1984年6月に仮設滑走路を建設、1995年に灯台を建設した。現在、ベトナムが実効支配しているが、中華人民共和国、中華民国（台湾）、フィリピン及びマレーシアも主権を主張している。

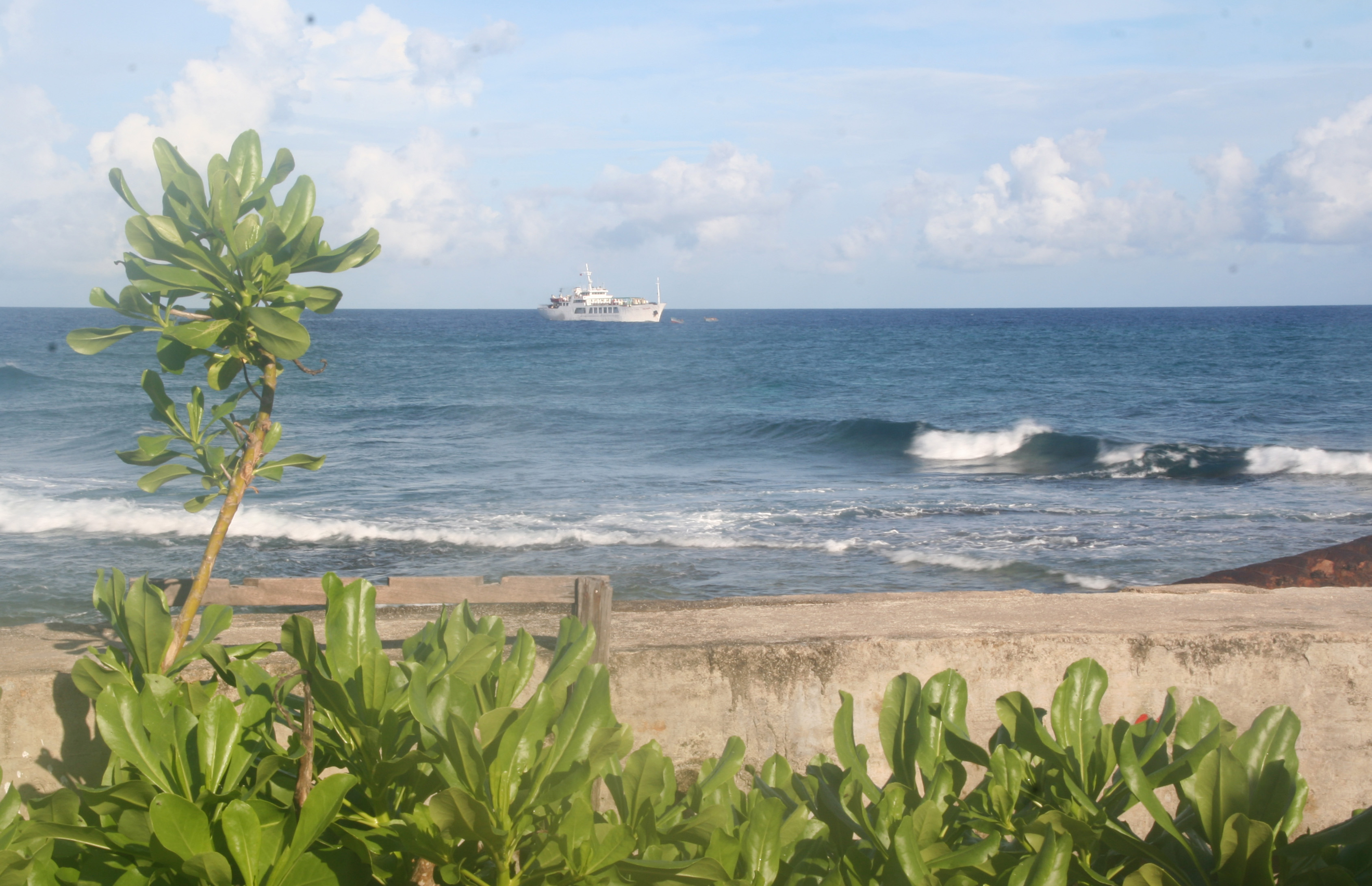
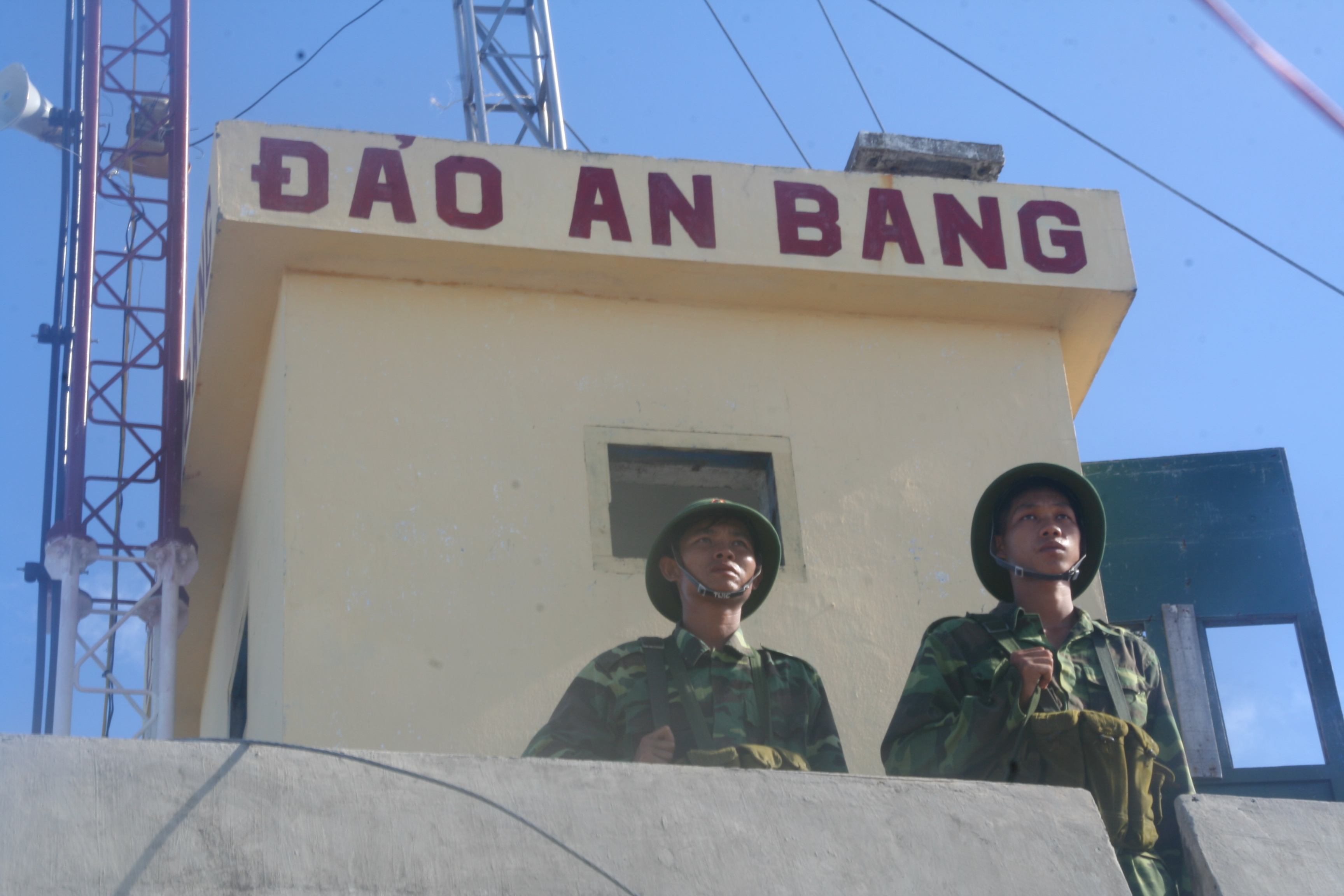
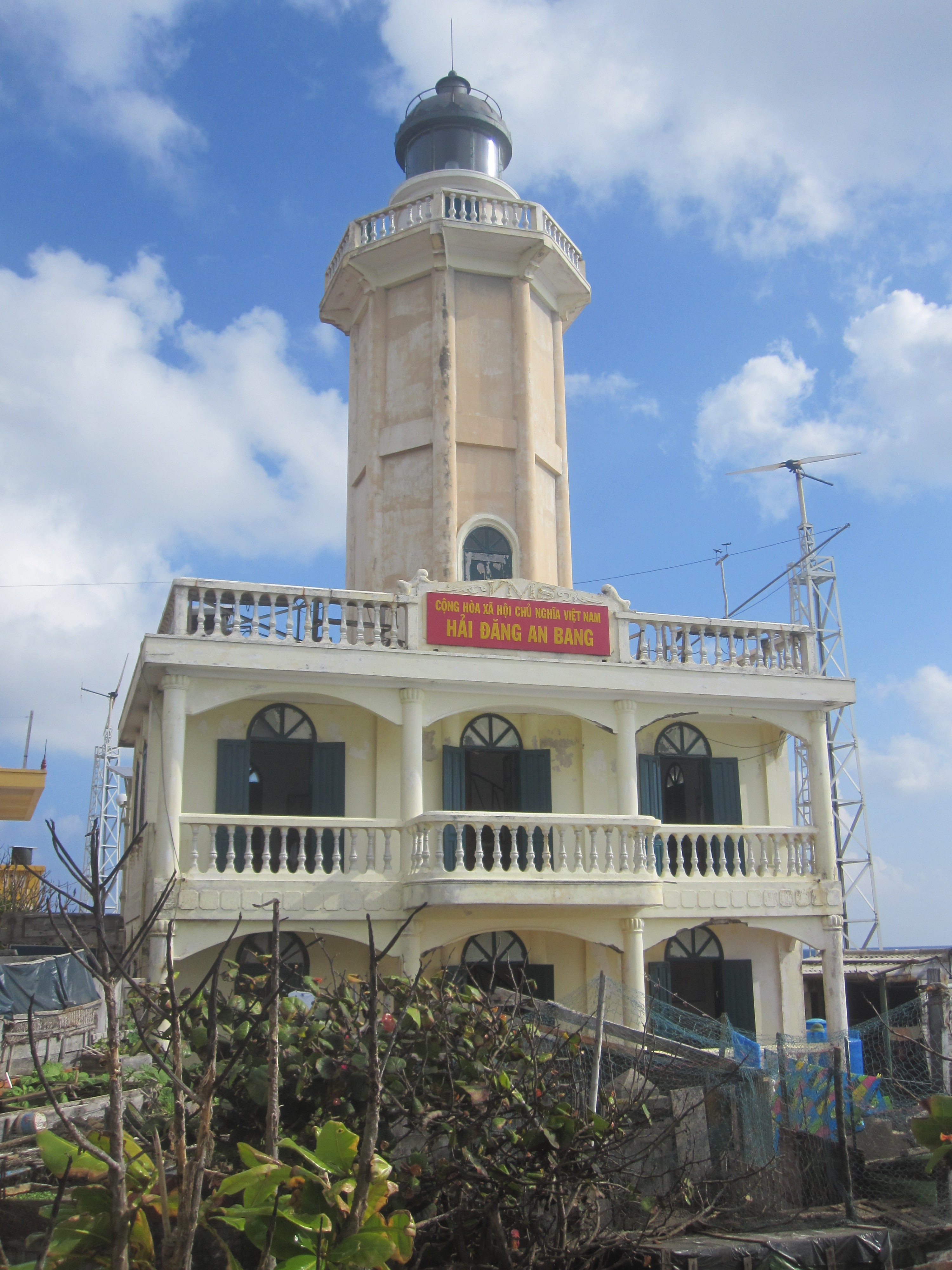